# Sapindovke
Sapindovke (lat. Sapindaceae), biljna porodica iz reda sapindolike (Sapindales) kojoj pripada 130 rodova i preko 1800 priznatih vrsta. Porodici se danas pripisuju i rodovi nekadašnje porodice Aceraceae, to su: Acer L. (javor), Aesculus L. (kesten), Billia Peyr., Dipteronia Oliv. i Handeliodendron Rehder unutar koje čine potporodicu Hippocastanoideae Burnett.
Porodica je dobila ime po rodu sapindus (lat. Sapindus), ljekovitom zimzelenom drveću, među kojima je i sapun drvo (Sapindus saponaria) iz tropske Amerike.

## Opis
Sapindaceae su porodica cvjetnica (red Sapindales), koja se sastoji od oko 145 rodova i oko 1925 vrsta. Njegovi članovi uglavnom se nalaze u tropskim i suptropskim područjima svijeta, a posebno su brojni u američkim tropima. Brojne vrste imaju drvo korisno za gradnju, namještaj ili gorivo. Nekoliko ih se uzgaja kao ukrasno ili sjenovito drveće, a mnogi su dobro poznati po svojim jestivim plodovima.

### Fizički opis
Sapindovke se velikom većinom sastoje od drvenastih biljaka — uglavnom drveća, velikih grmova i lijana (drvenastih penjačica). Mnogi imaju perasto složene listove (pri čemu su listići svakog složenog lista raspoređeni duž obje strane središnje osi). Rijetko su dlanasto složeni (liski se šire od vrha peteljke) ili jednostavni. Listovi su uglavnom naizmjenično raspoređeni duž stabljike i samo su rijetko nasuprotni ili kovrdžasti.
Cvjetove uglavnom oprašuju kukci. Mogu se nalaziti pojedinačno u pazušcima listova ili mogu biti raspoređeni u grozdove (klasoviti grozdovi koji cvjetaju od baze prema gore), cimozne klasove (grozdovi koji cvjetaju od vrha prema dolje) ili metlice (mnogorazgranati grozdovi). Obojene latice i ponekad prašnici mnogih od ovih cvjetova čine ih uočljivima, a mnogi su i mirisni. Nektarijski disk na bazi tučka (ženska struktura) često izlučuje obilje nektara koji je privlačan i kukcima. Plodovi su obično mesnati s tvrdim sjemenkama koje će bez štete proći kroz probavne kanale ptica i sisavaca; česte su i suhe kapsule, a plodovi javora (vrsta Acer) su krilati samara (krilati ahenij).

### Potporodice i rodovi
1. Familia Sapindaceae Juss. (1906 spp.)
  1. Subfamilia Xanthoceratoideae Thorne & Reveal
    1. Xanthoceras Bunge (1 sp.)

  2. Subfamilia Hippocastanoideae Burnett
    1. Tribus Acereae (Durande) Dumort
      1. Acer L. (136 spp.)
      2. Dipteronia Oliv. (2 spp.)

    2. Tribus Hippocastaneae (DC.) Dumort
      1. Billia Peyr. (1 sp.)
      2. Handeliodendron Rehder (1 sp.)
      3. Aesculus L. (12 spp.)

  3. Subfamilia Dodonaeoideae Burnett
    1. Tribus Doratoxyleae Radlk.
      1. Exothea Macfad. (3 spp.)
      2. Filicium Thwaites (3 spp.)
      3. Hippobromus Eckl. & Zeyh. (1 sp.)
      4. Doratoxylon Thouars sec. Bojer ex Benth. & Hook. fil. (5 spp.)
      5. Hypelate P. Browne (1 sp.)
      6. Zanha Hiern (3 spp.)
      7. Ganophyllum Blume (2 spp.)

    2. Tribus Dodonaeeae Kunth ex DC.
      1. Magonia A. St.-Hil. (1 sp.)
      2. Diplokeleba N. E. Br. (2 spp.)
      3. Euchorium Ekman & Radlk. (1 sp.)
      4. Conchopetalum Radlk. (2 spp.)
      5. Arfeuillea Pierre ex Radlk. (1 sp.)
      6. Majidea J. Kirk ex Oliv. (2 spp.)
      7. Hirania Thulin (1 sp.)
      8. Llagunoa Ruiz & Pav. (3 spp.)
      9. Euphorianthus Radlk. (1 sp.)
      10. Sinoradlkofera F. G. Mey. (1 sp.)
      11. Harpullia Roxb. (27 spp.)
      12. Loxodiscus Hook. fil. (1 sp.)
      13. Diplopeltis Endl. (5 spp.)
      14. Dodonaea Mill. (71 spp.)
      15. Averrhoidium Baill. (4 spp.)
      16. Cossinia Comm. ex Lam. (4 spp.)

  4. Subfamilia Sapindoideae Burnett
    1. Tribus Delavayeae Reveal
      1. Ungnadia Endl. (1 sp.)
      2. Delavaya Franch. (1 sp.)

    2. Tribus Koelreuterieae Radlk.
      1. Koelreuteria Laxm. (3 spp.)
      2. Smelophyllum Radlk. (1 sp.)
      3. Stocksia Benth. (1 sp.)
      4. Erythrophysa E. Mey. (9 spp.)

    3. Tribus Schleichereae Radlk.
      1. Phyllotrichum Thorel ex Lecomte (1 sp.)
      2. Paranephelium Miq. (5 spp.)
      3. Schleichera Willd. (1 sp.)
      4. Sisyrolepis Radlk. apud F. N. Williams (1 sp.)
      5. Amesiodendron Hu (1 sp.)
      6. Pavieasia Pierre (3 spp.)

    4. Tribus Nephelieae Radlk.
      1. Pometia J. R. Forst. & G. Forst. (2 spp.)
      2. Nephelium L. (23 spp.)
      3. Blighia K. D. Koenig (3 spp.)
      4. Xerospermum Blume (5 spp.)
      5. Litchi Sonn. (1 sp.)
      6. Dimocarpus Lour. (11 spp.)
      7. Otonephelium Radlk. (1 sp.)
      8. Cubilia Blume (1 sp.)
      9. Radlkofera Gilg (1 sp.)
      10. Glenniea Hook. fil. (8 spp.)
      11. Aporrhiza Radlk. (7 spp.)
      12. Laccodiscus Radlk. (4 spp.)
      13. Pancovia Willd. (14 spp.)
      14. Haplocoelopsis Davies (1 sp.)
      15. Placodiscus Radlk. (20 spp.)
      16. Chytranthus Hook. fil. (20 spp.)
      17. Lychnodiscus Radlk. (7 spp.)

    5. Tribus Sapindeae Kunth ex DC.
      1. Tristira Radlk. (1 sp.)
      2. Zollingeria Kurz (4 spp.)
      3. Alatococcus Acev.-Rodr. (1 sp.)
      4. Pseudima Radlk. (3 spp.)
      5. Atalaya Blume (16 spp.)
      6. Deinbollia Schumach. & Thonn. (38 spp.)
      7. Thouinidium Radlk. (7 spp.)
      8. Toulicia Aubl. (15 spp.)
      9. Porocystis Radlk. (2 spp.)
      10. Hornea Baker (1 sp.)
      11. Sapindus L. (12 spp.)
      12. Lepisanthes Blume (28 spp.)
      13. Eriocoelum Hook. fil. (11 spp.)
      14. Pseudopancovia Pellegr. (1 sp.)
      15. Namataea D. W. Thomas & D. J. Harris (1 sp.)

    6. Tribus Tristiropsideae Buerki & Callm.
      1. Tristiropsis Radlk. (3 spp.)

    7. Tribus Haplocoeleae Buerki & Callm.
      1. Haplocoelum Radlk. (5 spp.)
      2. Blighiopsis Van der Veken (2 spp.)

    8. Tribus Melicocceae Blume
      1. Melicoccus P. Browne (10 spp.)
      2. Talisia Aubl. (53 spp.)
      3. Tapirocarpus Sagot (1 sp.)
      4. Tripterodendron Radlk. (1 sp.)
      5. Dilodendron Radlk. (3 spp.)

    9. Tribus Blomieae Buerki & Callm.
      1. Blomia Miranda (1 sp.)

    10. Tribus Guindilieae Buerki, Callm. & Acev.-Rodr.
      1. Guindilia Gillies (3 spp.)

    11. Tribus Athyaneae Acev.-Rodr.
      1. Athyana (Griseb.) Radlk. (1 sp.)
      2. Diatenopteryx Radlk. (2 spp.)

    12. Tribus Bridgesieae Acev.-Rodr.
      1. Bridgesia Bertero ex Cambess. (1 sp.)

    13. Tribus Thouinieae Blume
      1. Thouinia Poit. (25 spp.)
      2. Allophylus L. (189 spp.)
      3. Allophylastrum Acev.-Rodr. (1 sp.)

    14. Tribus Paullinieae (Kunth) DC.
      1. Thinouia Triana & Planch. (11 spp.)
      2. Lophostigma Radlk. (2 spp.)
      3. Cardiospermum L. (9 spp.)
      4. Urvillea Kunth (19 spp.)
      5. Serjania Mill. (249 spp.)
      6. Paullinia L. (184 spp.)

    15. Tribus Stadtmannieae Buerki & Callm.
      1. Plagioscyphus Radlk. (9 spp.)
      2. Stadtmannia Lam. ex Poir. (6 spp.)
      3. Pappea Eckl. & Zeyh. (1 sp.)
      4. Tsingya Capuron (1 sp.)
      5. Gereaua Buerki & Callm. (1 sp.)
      6. Macphersonia Blume (6 spp.)
      7. Camptolepis Radlk. (4 spp.)
      8. Beguea Capuron (10 spp.)
      9. Bizonula Pellegr. (1 sp.)
      10. Pseudopteris Baill. (3 spp.)
      11. Omalocarpus Choux (1 sp.)
      12. Chouxia Capuron (6 spp.)
      13. Chonopetalum Radlk. (1 sp.)

    16. Tribus Cupanieae Blume
      1. Diploglottis Hook. fil. (11 spp.)
      2. Elattostachys (Blume) Radlk. (21 spp.)
      3. Alectryon Gaertn. (29 spp.)
      4. Lecaniodiscus Planch. ex Benth. (3 spp.)
      5. Podonephelium Baill. (10 spp.)
      6. Trigonachras Radlk. (6 spp.)
      7. Jagera Blume (4 spp.)
      8. Lepidopetalum Blume (6 spp.)
      9. Guioa Cav. (70 spp.)
      10. Sarcopteryx Radlk. (12 spp.)
      11. Mischocarpus Blume (18 spp.)
      12. Castanospora F. Muell. (1 sp.)
      13. Arytera Blume (19 spp.)
      14. Synima Radlk. (5 spp.)
      15. Neoarytera Callm., Buerki, Munzinger & Lowry (4 spp.)
      16. Cupaniopsis Radlk. (48 spp.)
      17. Gloeocarpus Radlk. (1 sp.)
      18. Gongrospermum Radlk. (1 sp.)
      19. Lepidocupania Buerki, Callm., Munzinger & Lowry (21 spp.)
      20. Lepiderema Radlk. (8 spp.)
      21. Dictyoneura Blume (2 spp.)
      22. Eurycorymbus Hand.-Mazz. (1 sp.)
      23. Gongrodiscus Radlk. (3 spp.)
      24. Rhysotoechia Radlk. (19 spp.)
      25. Storthocalyx Radlk. (5 spp.)
      26. Sarcotoechia Radlk. (8 spp.)
      27. Mischarytera (Radlk.) H. Turner (4 spp.)
      28. Cnesmocarpon Adema (4 spp.)
      29. Toechima Radlk. (6 spp.)
      30. Matayba Aubl. (50 spp.)
      31. Pentascyphus Radlk. (1 sp.)
      32. Cupania L. (55 spp.)
      33. Vouarana Aubl. (2 spp.)
      34. Molinaea Comm. ex Juss. (8 spp.)
      35. Tina Roem. & Schult. (19 spp.)